# 野依不斉水素化反応
野依不斉水素化反応（のよりふせいすいそかはんのう、英: Noyori asymmetric hydrogenation）は、β-ケトエステルを不斉還元する化学反応である。
BINAPの双方のエナンチオマーが市販されており、また、BINAPのエナンチオマーは(±)-1,1'-ビ-2-ナフトールから合成することができる。
いくつかのレビューが刊行されている。
野依良治は1987年にこの触媒還元系を発見し、2001年にウィリアム・ノールズ、バリー・シャープレスと共にノーベル化学賞を受賞した。